# Île Patterson
L'île Patterson est une île inhabitée de l'archipel arctique canadien au sein des îles de la Reine-Élisabeth au Nunavut. Elle est située dans l'océan Arctique au sud-est de l'île Grosvenor. Il s'agit de l'île la plus au sud du groupe de Findlay.

## Annexe